# Craptignapa delicata
Craptignapa delicata är en fjärilsart som beskrevs av George Thomas Bethune-Baker 1906. Craptignapa delicata ingår i släktet Craptignapa och familjen nattflyn. Inga underarter finns listade i Catalogue of Life.